# Happy Avenue
Happy Avenue o Feliz Avenida (幸福 大街 en chino, pinyin: Xing Fu Da Jie, o Dajie Xingfu, a veces traducida como Lucky Road) es una banda de rock chino formada en Pekín, en septiembre de 1999. La banda está integrada por Wú Hongfei (吴虹飞, voz), Geng Fang (耿 放, guitarra eléctrica), Lǐ Weiyan (李维 岩, guitarra eléctrica), Zhou Qi (周 琦, bajo eléctrico), y Tian Kun (田 坤, batería) . Wu, quien originalmente también tocaba la guitarra acústica cuando, pasó a formar a una de las voces principales para el coro. El bajista original, Sheng (胜), fue sustituido por Jiǎng Rong (蒋荣) en junio de 2000, y Jiang fue reemplazado por Zhou.

## Discografía

### Compilaciones
- 2003 - Beijing Band 2001: New Rock Bands from the People's Republic of China.  Kemaxiu Music.
- 2004 - First Chinese release
- 2005 - Second Chinese release

### Sonidos musicales
- Interview with Wu Hongfei del programa de radio China Beat
- Article and audio de PBS Frontline
- Audio samples (en Chino)
- Audio samples (en Chino)

- Datos: Q9002057